# 그리다이언 갱
《그리다이언 갱》(영어: Gridiron Gang)은 미국에서 제작된 필 조아노 감독의 2006년 전기 스포츠 드라마 영화이다. 드웨인 존슨 등이 출연하였고, 리 스탠리 등이 제작에 참여하였다. 로스앤젤레스군 킬패트릭 소년원의 미식축구팀 킬패트릭 머스탱스의 실화에 느슨하게 바탕하였다.

## 줄거리
숀 포터는 로스앤젤레스의 킬패트릭 구치소에서 일한다. 그는 십대들이 석방되면 길거리 갱단이나 마약 거래 같은 삶의 문제에서 벗어나도록 돕지 못하는 것에 좌절한다. 포터는 청소년들이 무엇인가의 일부라고 느낄 수 있도록 미식축구 팀을 만들기로 결심하고, 미식축구가 그들에게 책임감 있고, 성숙하며, 규율 있는 승자가 되는 법을 가르쳐줄 것이라고 믿는다.
포터는 이 프로그램의 혜택을 받을 것이라고 생각하는 몇 명을 뽑아 다음 날 자신과 함께 훈련하도록 요구한다. 그는 그의 새로운 팀인 킬패트릭 머스탱스에게 "너희 방식이 아니라 내 방식대로 해야 한다. 너희 방식은 너희를 여기로 오게 했고, 너희는 졌기 때문에 여기 있는 것이다. 지금 너희는 모두 패배자이지만, 이 도전을 받아들이고 프로그램에 충실하면, 결국 모두 승자가 될 것이다"라고 말한다.
십대들 중 두 명은 라이벌 갱단 출신이라 서로 잘 지내지 못한다. 윌리엄 "윌리" 위더스는 88번가 갱단 출신이고 켈빈 오언스는 95번가 갱단 출신이다. 첫 경기는 리그 최고의 팀 중 하나인 배링턴 팬더스를 상대로 한다. 경기는 머스탱스가 첫 드라이브에서 펌블을 회복하면서 다소 긍정적으로 시작하지만, 상황은 빠르게 바뀐다. 그들은 배링턴에게 38점 차이로 압도적인 패배를 당한다.
0승 2패로 시작한 머스탱스는 함께 일하는 법을 배우면서 경기를 이기기 시작한다. 켈빈이 윌리를 위해 큰 블로킹을 한 후 한 터치다운 차이로 경기를 이기자 켈빈과 윌리는 마침내 악수를 한다. 시즌이 끝날 무렵, 머스탱스는 플레이오프로 향한다. 그들은 더 많은 홍보와 더 많은 팬을 얻는다.
윌리의 88번가 갱단 동료인 프리가 경기장에 들른다. 그는 켈빈이 95번가 갱단이라는 것을 알아차린다. 그들은 싸움에 휘말리고, 프리는 켈빈의 어깨를 쏜다. 그가 켈빈의 머리에 총알을 박기 전에 윌리가 프리를 바닥으로 태클하여 켈빈을 구한다. 프리는 윌리가 자신 대신 켈빈을 도왔다는 사실에 충격을 받는다.
경찰이 나타나고 프리는 도망친다. 그는 출동한 경찰관들에게 총을 발사했고, 경찰관들은 총을 쏴 그를 죽인다. 켈빈은 공격에서 살아남았지만, 결승전에는 출전할 수 없게 된다. 윌리는 프리가 죽었다는 사실에 괴로워한다. 그는 심지어 "고향 친구"인 프리를 죽게 만들었다고 비난한 수감자 중 한 명과 싸움을 벌였고, 독방으로 보내졌다. 포터 코치는 윌리를 찾아와 그가 여기에 왔을 때의 패배자가 아니라고 말한다. 킬패트릭은 추가적인 갱단 폭력에 대한 우려로 플레이오프 경기를 거의 포기할 수밖에 없었고, 포터 코치는 미식축구가 선수들이 평소의 문제에서 벗어나 유대감을 형성하는 데 도움이 되었다고 모두를 설득해야 했다. 그러나 포터의 상사가 개입하여 인근 경찰서 자원봉사자들을 배치하여 경기를 순찰하도록 조치한다. 카운티 보안관 대변인은 "우리는 갱단이 우리 청소년들의 삶을 장악하지 못하도록 필요한 모든 조치를 취할 것"이라고 말한다.
플레이오프 경기에서 배링턴과의 재대결에서 머스탱스는 전반전에 14대 0으로 뒤진다. 윌리는 동기 부여 연설을 하고, 그들은 나가서 경기 마지막 플레이에서 배링턴을 이긴다. 내레이션에서 그들이 챔피언십 경기에서 17대 14로 졌지만, 아무도 그들을 패배자라고 부르지 않았다는 것이 밝혀진다. 몇 달 후, 숀의 미식축구 방식은 공식적으로 프로그램의 일부가 된다.
머스탱스의 거의 모든 전 멤버들은 구치소 밖에서 새로운 삶을 잘 살고 있다: 윌리 위더스는 최고의 기숙 학교에서 미식축구를 하고 있다. 켈빈 오언스는 워싱턴 고등학교에서 미식축구를 하고 있다. 케니 베이츠는 리돈도비치에서 학교에 다니며 어머니와 함께 살고 있다. 주니어 팔라이타는 가구 회사에서 일자리를 얻었고 레온 헤이즈는 도르시 고등학교에서 미식축구를 하고 있다. 그러나 미겔 페레즈와 도널드 매드록은 예전 갱단으로 돌아가 현재 캘리포니아 청소년 교정 시설에 수감되어 있으며, 버그 웬달은 캘리포니아 컴턴에서 드라이브 바이 슈팅으로 사망했다.
총 24명의 선수들이 교육을 계속하고 있고, 3명은 정규직으로 일하고 있으며, 단 5명만이 다시 감옥에 있다. 영화는 다음 시즌을 위해 훈련하는 새로운 머스탱스 그룹으로 끝난다. 엔딩 크레딧에는 1993년 작품 그리다이언 갱 다큐멘터리의 일부 영상이 나온다.

## 출연진
- 드웨인 존슨 - 숀 포터 역
- 이그지빗 - 맬컴 무어 역
- 케빈 던 - 테드 댁스터 역
- 리언 리피 - 폴 히가 역
- 제이드 요커 - 윌리 웨더스 역
- 세투 타세 - 주니어 펄라이타 역
- 트레버 오브라이언 - 케니 베이츠 역
- 데이비드 V. 토머스 - 켈빈 오언스 역
- 모 - 리언 헤이스 역
- 브랜던 마이클 스미스 - 버그 웬들 역
- 대니 마티네즈 - 미겔 퍼레즈 역
- 저니 스몰렛 - 대니엘 롤린스 역
- 저말 믹슨 - 저메인 에번스 역
- 제임스 얼 3세 - 도널드 매들록 역
- 마이클 제이스 - 존스 씨 역
- L. 스콧 콜드웰 - 보비 포터 역
- 애나 마리아 호스퍼드 - 샤론 웨더스 역
- 마이클 J. 페이건 - 로저 웨더스 역
- 댄 마틴 - 터렐 롤린스 역
- 오마리 하드윅 - 프리 역
- 메리 마라 - 베이츠 부인 역
- 브렛 컬런 - 프랭크 토런스 역

## 기타 제작진
- 공동 제작: 어맨다 루이스
- 배역: 랜디 힐러, 랜디 린, 세라 헤일리 핀
- 미술: 플로이드 올비
- 의상: 사냐 밀코비치 헤이스